# Inserció roscada

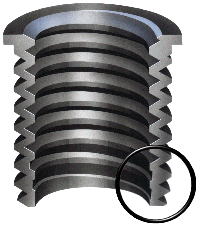
Inserció TIME-SERT

Una inserció roscada, o rosca inserta, és un element de fixació que s'insereix en un objecte per afegir-hi un forat roscat. Es poden utilitzar per reparar un forat ja roscat que ha perdut la rosca, per a proporcionar un forat roscat durador en un material tou, per col·locar una rosca sobre un material massa prim per ser roscat, per modelar rosques en una peça de treball eliminant així una operació de mecanitzat o per simplificar el canvi de rosca unificada cap a rosca mètrica o viceversa.

## Tipus
Les insercions roscades es fan en moltes varietats, segons l'aplicació. Les insercions roscades per a plàstics s'utilitzen en materials plàstics i s'apliquen amb màquines d'inserció tèrmica o de soldadura per ultrasons.
Els fabricants de mobles llestos per muntar solen enviar les peces amb insercions roscades i altres tipus de fixacions predissenyades.
Les persones que utilitzen panells de xapa o sandvitx o panells compost de sandvitx solen instal·lar insercions roscades per estendre càrregues de: tall, tensió i parell en una àrea més gran del material.

### Femella captiva
Les femelles captives es presenten en dos estils bàsics. Un tipus, la femella de gàbia o femella de xapa, és una femella convencional que es manté captiva per una mena de gàbia de xapa que s'enganxa a la peça a connectar. Generalment s'utilitzen per fixar cargols a peces de xapa massa primes per ser roscades i, generalment, es poden fixar, treure i reutilitzar amb eines manuals senzilles.
El segon tipus de femella captiva és una inserció roscada. Es premen en forats del material a unir o s'emmotllen. En qualsevol dels casos, una part de l'insert està generalment grafilat per aconseguir una bona agafada en el suport d'inserció. Una de les variants, la femella escalonada, té una porció moletejada que s'escampa en els costats d'un forat metàl·lic tou per agafar més fortament la femella. Les femelles captives ajustades a pressió s'utilitzen en panells massa prims per ser roscats o en materials tous que són massa febles per ser roscats. S'instal·len prement-les amb una premsa.
Les insercions roscades s'utilitzen habitualment en carcasses i peces de plàstic per crear una rosca metàl·lica (normalment: llautó o acer inoxidable) per permetre l'ús de cargols en el muntatge de molts productes electrònics i de consum. Es poden col·locar al seu lloc en peces modelades per injecció o es poden afegir mitjançant inserció tèrmica. En aquest últim cas, la inserció s'escalfa i després es premsa en un forat de la part de plàstic. La calor provoca la fusió local al plàstic. La inserció per ultrasons és el procés que s'utilitza per aplicar vibracions i pressió per instal·lar l'insert roscat en un capçal buit modelat (forat) d'una peça de plàstic. Les vibracions ultrasòniques fonen el plàstic amb el qual la inserció metàl·lica està en contacte i s'aplica pressió per pressionar-lo cap a la seva posició. El material plàstic normalment agafa forma al voltant del cos moletejat de la inserció roscada i garanteix una bona retenció.

### Insercions roscades externament

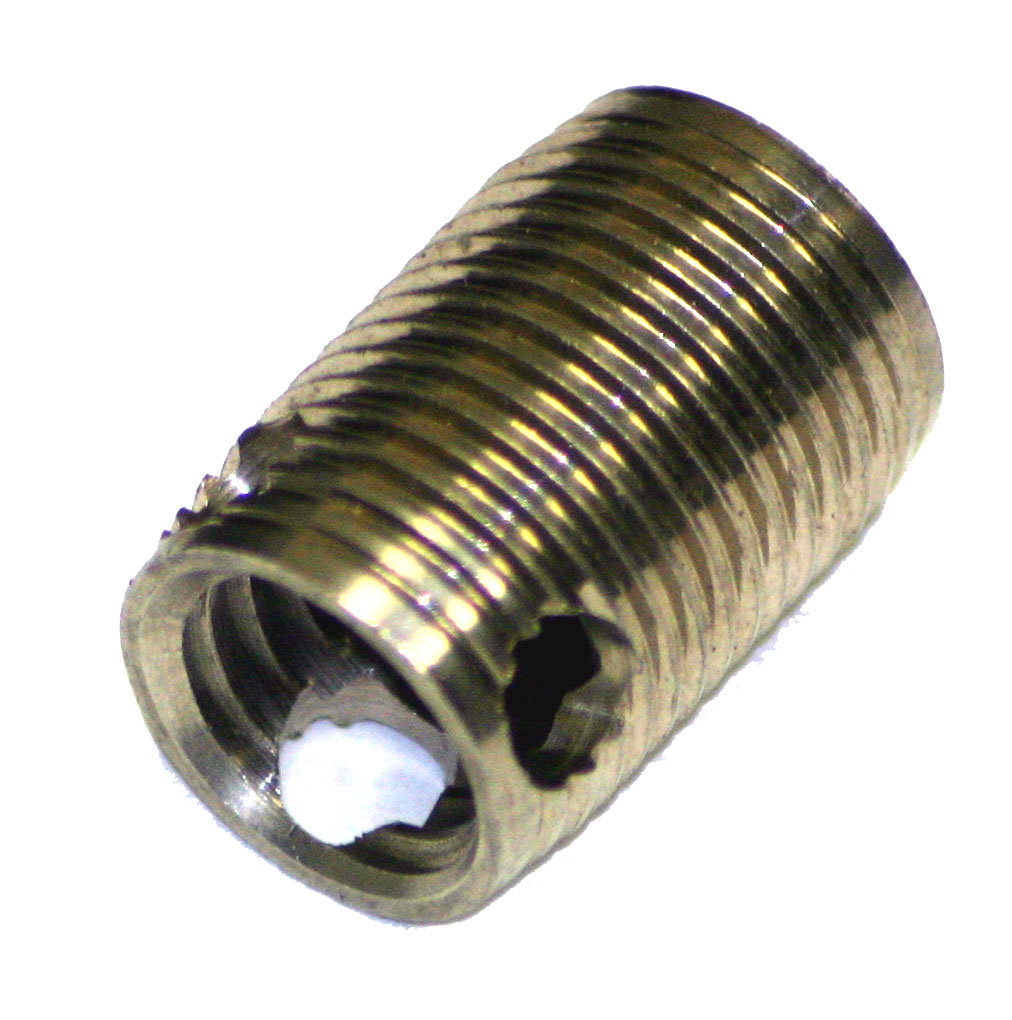
Un inserció que s'autorosca

Les insercions roscades externament tenen rosques a l'exterior i a l'interior de les parets. La inserció se sol posar en un forat prefabricat o també hi ha insercions que es col·loquen amb les seves rosques en un forat modelat o perforat. Després s'ancora per diversos mitjans, com ara un element de bloqueig de niló. Les insercions ancorades amb Loctite són conegudes amb el nom de la marca comercial EZ Lok. Una inserció de boixa sòlida de parets primes amb la marca registrada TIME-SERT es bloqueja fent rodar les rosques internes inferiors en el material base amb un instal·lador especial que permet bloquejar la inserció permanentment al seu lloc. Les insercions de bloqueig amb claus, conegudes amb el nom de marca registrada Keenserts, utilitzen unes claus que s'incrusten en ranures mitjançant una rosca, bloquejant permanentment la inserció. Les insercions que s'autorosquen i es bloquegen per fricció són conegudes amb els noms de les marques registrades Tap-lok o Speedserts

### Inserció helicoidal

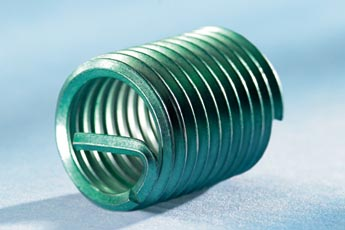
Inserció helicoidal

Una inserció helicoidal és una inserció de filferro enrotllat en forma de bobina. S'introdueix el filferro de forma helicoidal (d'acer inoxidable o de Bronze de fòsfor i de secció en forma de diamant), en un forat roscat per formar una rosca interna i poder-li collar un cargol o un pern. Aquestes insercions ofereixen un mitjà convenient per reparar les rosques desgastades i també s'utilitzen per proporcionar rosques més resistents en materials tous, com ara alumini, foneria a pressió de zinc, fusta, magnesi, etc. Un altre nom genèric comú és: inserció de rosca (STI), però encara que hi ha molts noms se sol utilitzar el de la marca registrada "Heli-Coil". Entre altres aplicacions una d'important és la reparació de la culata d'un motor després de torçar involuntàriament la bugia espatllant la rosca. Per aquesta finalitat hi ha kits amb rosca compatible. La peça radial recta de la foto és la clau conductora, que s'utilitza per cargolar la bobina al seu lloc, fent-la girar amb unes alicates i es retira després de la instal·lació.

### Insercions emmotllades
Les insercions emmotllades estan roscades internament i tenen un diàmetre exterior de forma especial per ancorar la inserció dins de plàstic. La inserció es col·loca prèviament al motlle d'una peça modelada per injecció. A continuació, es tanca el motlle i s'omple amb el farciment de plàstic al voltant de la peça. Aquests peces també es poden escalfar i premsar en termoplàstics prefabricats.
Per a plàstics més suaus i flexibles, les insercions hexagonals o quadrades amb ranures profundes i amples permeten que el plàstic flueixi i s'adhereixi. El procés permet la fabricació de peces grans, és a dir, dipòsits de combustible, embarcacions, etc., on les insercions poden ser de rosca gran.

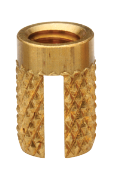
Inserció embotida

### Insercions ajustables
Les insercions ajustables a pressió estan roscades internament i tenen un diàmetre exterior moletejat. Es pressionen en un forat pla amb una premsa.

### Insercions embotides
Una inserció embotida es refereix a un tipus d'inserció que s'utilitza per fixar una rosca a un panell, com ara un panell-sandvitx de tipus bresca, que s'utilitza sovint en avions comercials.

## Factor de força per a insercions roscades
La resistència d'extracció, és el factor clau en el cas de les insercions, els dos paràmetres que permeten jutjar la qualitat de les insercions són principalment:
- Pull-out (Força d'extracció): és la força necessària per treure la inserció del material base, estirant.
- "Torque-out" (Parell d'extracció): és el parell necessari per fer girar la inserció superant la força de bloqueig.[12]

## Moletejat
El moletejat és l'acabat del metall que es fa a la part exterior del component. En el cas d'inserció de llautó, el moletejat té un paper important en l'augment de la resistència a l'estirament i al parell de torsió. Els tipus de moletejat i els seus avantatges són els següents:
- Rodets rectes: major resistència al parell de gir
- Moletejat diagonal o helicoidal: resistència d'equilibri en ambdues direccions
- Moletejat hexagonal o diamantat: més comú i ofereix resistència en totes direccions.[12]

## Mètodes d'inserció
A efectes industrials, els mètodes d'inserció següents són els estàndards:
- Inserció tèrmica
- Emmotllament per injecció
- Pressió manual[12]